# Australian Broadcasting Corporation
Australian Broadcasting Corporation (ABC; en español: Corporación Australiana de Radiodifusión) es una corporación de radiodifusión pública de Australia.
Fue fundada el 1 de junio de 1932 como Australian Broadcasting Commission para agrupar la gestión de las estaciones públicas de radio que había en cada ciudad. La televisión pública comenzó sus emisiones en 1956. El grupo adoptó su nombre actual el 1 de julio de 1983.
Actualmente ABC Radio gestiona cuatro cadenas nacionales en FM y DAB, así como una red de sesenta emisoras locales (ABC Local Radio) y una emisora internacional (Radio Australia). ABC Television opera cinco canales de televisión en abierto, un servicio de video bajo demanda (ABC iview) y un canal vía satélite. El grupo cuenta con su propia división de servicios informativos, ABC News.
ABC está dirigida a toda la población australiana y comparte el estatus de radiodifusora pública con Special Broadcasting Service (SBS), cuyo enfoque es multicultural. Es miembro activo de la Unión Asia-Pacífica de Radiodifusión (ABU) y miembro asociado de la Unión Europea de Radiodifusión (UER).

## Historia

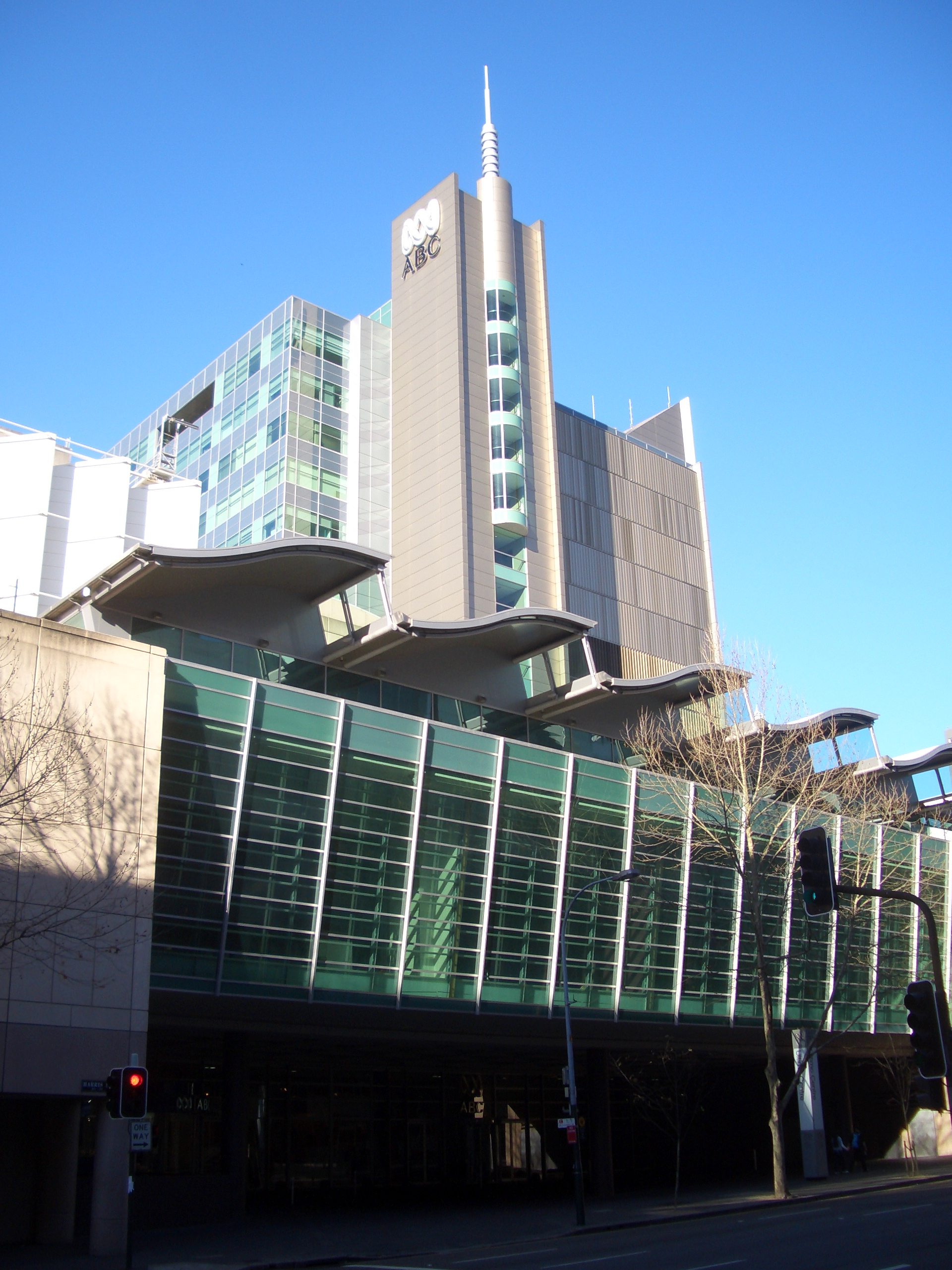
Edificio de la sede central de ABC en Ultimo, Sídney.

La primera emisora de radio de titularidad pública en Australia fue «2SB», inaugurada el 23 de noviembre de 1923 en Sídney. A ella se sumaron otras estaciones en las principales ciudades del país: Melbourne, Brisbane, Adelaida, Perth y Hobart. Cuatro años más tarde, el gobierno australiano las aglutinó en el Servicio Nacional de Radiodifusión (National Broadcasting Service, NBS) y adoptó un modelo de radiodifusión pública inspirado en la BBC británica: se financiaría con un impuesto directo, sin posibilidad de emitir publicidad.
Entre 1929 y 1932 la programación estaba externalizada a un consorcio, Australian Broadcasting Company. Cuando expiró el contrato, el gobierno constituyó el 1 de julio de 1932 la Australian Broadcasting Commission («Comisión de Radiodifusión Australiana», ABC), que reemplazó a la NBS y pasó a controlar las 12 estaciones públicas existentes, así como la producción de programas. Al principio cada ciudad se encargaba de sus propios espacios; en 1933 se introdujeron las emisiones simultáneas en directo, y en 1935 la emisión de espacios grabados.
Durante la década de 1930, la radio de Australia tuvo dificultades para ofrecer boletines informativos debido a la presión de Keith Murdoch, magnate de la prensa australiana, quien veía en el nuevo medio una amenaza a su negocio. Entre 1932 y 1935 se desarrollaron los boletines a nivel local, y desde 1936 hubo un informativo común para todos los estados excepto Australia Occidental. Además, durante la Segunda Guerra Mundial se desarrolló el servicio internacional Radio Australia en onda corta.
En cuanto a la televisión pública, el 5 de noviembre de 1956 comenzaron las emisiones del canal de Sídney (ABN-2), tres meses antes de que lo hiciera la primera televisión privada, y el 19 de noviembre del mismo año se puso en marcha el canal para Melbourne (ABV-2). Ambos servicios llegaron a tiempo para cubrir los Juegos Olímpicos de 1956 y desde el principio contaron con una unidad móvil de retransmisiones. El resto de ciudades australianas tuvieron su propio canal a partir de 1960, y un año después se estableció la red nacional ABC TV. En 1975 se introdujo tanto la frecuencia modulada como la televisión en color en formato PAL.
El impuesto directo para financiar ABC fue eliminado en 1973 y reemplazado por aportaciones directas del gobierno federal. Desde 1978 existen en Australia dos radiodifusoras públicas: ABC, dirigida a toda la población australiana, y Special Broadcasting Service (SBS), con vocación multicultural.
A partir del 1 de julio de 1983, el ente público fue transformado en la actual Australian Broadcasting Corporation («Corporación de Radiodifusión Australiana»). La nueva estructura reforzaba su papel de servicio público al separar los departamentos de radio y de televisión, con independencia editorial y financiera, y ofrecer espacios a la población aborigen. Además, en 1985 hubo una reestructuración de la radio: la primera cadena se convirtió en la red de emisoras locales (ABC Local Radio), mientras que la segunda cadena pasó a ser la red nacional (Radio National).
ABC ha actualizado sus servicios con la llegada de la televisión digital terrestre en 2001 y las emisiones en radio digital (DAB+), televisión en alta definición y video bajo demanda en 2008. En 2023, el grupo ha anunciado que priorizará los contenidos digitales sobre los canales lineales.

## Organización

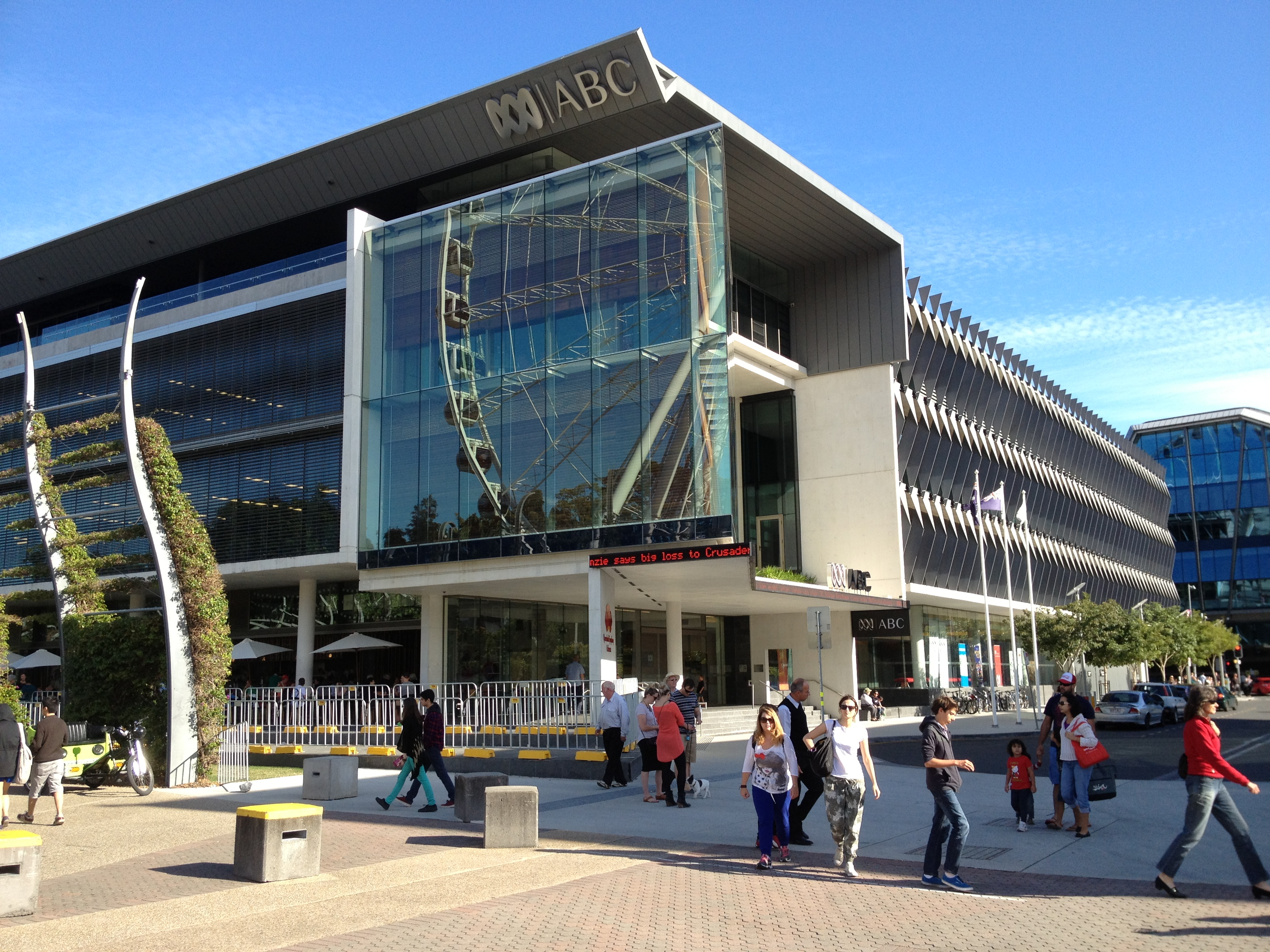
Delegación territorial de ABC en Brisbane.

Australian Broadcasting Corporation es una corporación de derecho público, propiedad de la Mancomunidad de Australia. Según la Ley Audiovisual de 1983, se trata de una compañía financiada con el dinero del contribuyente australiano, independiente del poder político y económico. El grupo desarrolla su actividad en torno a planes de cinco años.
Su sede central se encuentra en Ultimo, Sídney, Nueva Gales del Sur. Además cuenta con ocho delegaciones territoriales, que se suman a las 56 oficinas a nivel nacional; once corresponsalías —Bangkok, Beirut, Jerusalén, Londres, Nairobi, Nueva Delhi, Pekín, Puerto Moresby, Tokio, Washington D. C. y Yakarta— y una amplia red de enviados especiales. La plantilla está formada por 4200 empleados.
El órgano directivo es el Consejo de Administración (ABC Board), cuyo cometido es salvaguardar la independencia editorial, la integridad de la corporación y el cumplimiento de la Ley Audiovisual en vigor. Está formado por el presidente, el director general, el director elegido por los trabajadores, y entre cinco y seis directivos. Su mandato es de cinco años, prorrogable a otros cinco. Para nombrar nuevos miembros, el ministro de Comunicaciones sigue las recomendaciones de un panel independiente que selecciona candidaturas. Los interesados deben acreditar experiencia en medios de comunicación, o bien en finanzas, o bien en cualquier otro campo relevante para la radiodifusión pública. En el caso de que el seleccionado no haya sido propuesto por el panel, el ministro debe justificar su elección ante el Parlamento de Australia. Por debajo del Consejo de Administración se encuentran las direcciones de cada departamento.
Además existe un Consejo Asesor (Advisory Council), formado por doce miembros representativos de la sociedad australiana, que supervisa la programación y el cumplimiento de servicio público.
ABC es miembro activo de la Unión Asia-Pacífica de Radiodifusión (ABU) y miembro asociado de la Unión Europea de Radiodifusión (UER).

### Delegaciones territoriales
| Estado o territorio            | Sede central |
| ------------------------------ | ------------ |
| Australia Meridional           | Adelaida     |
| Australia Occidental           | Perth        |
| Nueva Gales del Sur            | Sídney       |
| Queensland                     | Brisbane     |
| Tasmania                       | Hobart       |
| Territorio Capital Australiano | Canberra     |
| Territorio del Norte           | Darwin       |
| Víctoria                       | Melbourne    |

## Financiación
ABC se financia con aportaciones directas del gobierno de Australia, que representan aproximadamente el 80% del total, y con la venta de derechos televisivos y productos a través de su filial ABC Commercial. Como contrapartida, no puede vender espacios publicitarios y sus cuentas deben ser auditadas por la Oficina de Auditoría Nacional.
El presupuesto del grupo para 2021 era de 1.06 millones de dólares australianos (698 millones de euros), repartidos de la siguiente forma: un 80% para la producción, y un 20% para el departamento de distribución y transmisión.
Desde 1932 hasta 1948, ABC se financiaba exclusivamente con un impuesto directo sobre las radios. Más tarde el gobierno federal asumió la mayor parte del presupuesto, hasta que en 1973 el impuesto directo fue eliminado.

## Servicios

### Radio

#### Local

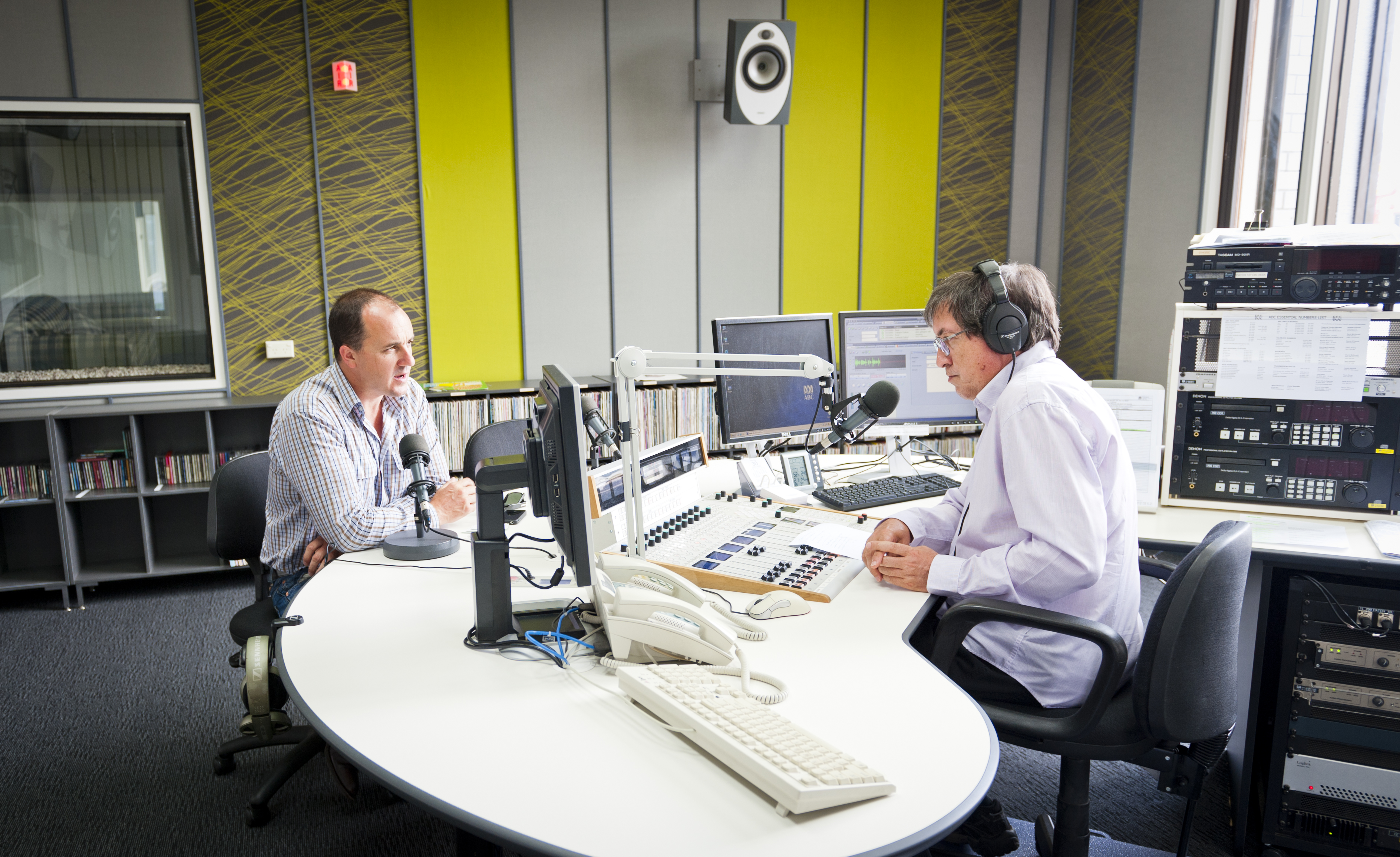
Estudio de radio local de ABC Broken Hill en Broken Hill, Nueva Gales del Sur.

El activo más importante de ABC Radio es su red local de 60 emisoras de radio, conocida como ABC Local Radio, que emiten en frecuencia modulada. La programación de todas ellas es generalista, con informativos y entretenimiento. Puede ser completamente local, una reemisión de la programación suministrada por la estación de cabecera, o bien un servicio común de distintas emisoras locales. En total hay:
- Ocho estaciones locales de cabecera: Sídney (2BL), Melbourne (3LO), Brisbane (4QR), Adelaida (5AN), Perth (6WF), Hobart (7ZR), Canberra (2CN) y Darwin (8DDD).
- 52 emisoras locales, en proporción a la población de cada estado australiano.

#### Nacional
Las siguientes emisoras tienen programación nacional. Están disponibles en frecuencia modulada y en radio digital terrestre, a través de la aplicación ABC Listen.
- Radio National — Emisora generalista y de servicio público.
- ABC NewsRadio — Radio de información continua.
- ABC Classic — Emisora de música clásica, contemporánea y divulgación musical.
- Triple J — Emisora juvenil, especializada en música y entretenimiento.

Las siguientes emisoras solo están disponibles en radio digital.
- ABC Classic 2 — Radio de música clásica centrada en artistas australianos.
- Double J — Emisora musical orientada a una audiencia de mayor edad que la de Triple J.
- Triple J Unearthed — Radio temática dedicada a artistas australianos.
- ABC Country — Radio especializada en música country australiana.
- ABC Jazz — Radio especializada en música jazz.
- ABC Sport — Retransmisión de eventos deportivos.
- ABC Extra — Retransmisión de acontecimientos especiales.
- ABC Kids — Programación infantil.

### Televisión

Logotipo de ABC, el primer canal de televisión del grupo.

ABC Television gestiona cinco canales de televisión en cuatro frecuencias, además de una señal en alta definición.
- ABC TV — Canal generalista para todos los públicos sin distinción de edad, con desconexiones regionales. Dispone de señal en alta definición.
- ABC Family — Segundo canal generalista, orientado a un público familiar. Comparte frecuencia con ABC Kids desde las 19:00 hasta las 3:00. Anteriormente se llamó ABC2 (2005-2017), ABC Comedy (2017-2021) y ABC TV Plus (2021-2024).
- ABC Kids — Canal preescolar. Comparte frecuencia con ABC Family desde las 5:00 hasta las 19:00.
- ABC Entertains — Canal de entretenimiento orientado al público joven. Anteriormente se llamó ABC3 y ABC Me.
- ABC News— Canal de información continua.

Aunque es miembro asociado de la Unión Europea de Radiodifusión, ABC ha sido invitada a participar en el Festival de Eurovisión Junior desde 2017.

### Digital
El sitio web de ABC es «abc.net.au», abierto desde 1995. La radiodifusora cuenta con un departamento específico para contenido digital, ABC Online, y con un departamento de investigación y desarrollo (Innovation Lab).
ABC cuenta con un servicio de transmisión en directo y video bajo demanda, «ABC iview», que agrupa toda la oferta digital. Además de ofrecer el contenido de los distintos canales de radio y televisión, así como el archivo histórico, cuenta con su propia línea de programas originales y exclusivos.

### Internacional

#### Radio Australia
La emisora internacional australiana, fundada en 1939, está disponible en radio por satélite e internet. Su ámbito de emisión es Asia Oriental y las Islas del Pacífico, por lo que ofrece espacios en idiomas de la región como chino mandarín, indonesio, vietnamita, camboyano y tok pisin, así como cursos de inglés. La mayoría de su programación consiste en programas ya emitidos en otras emisoras del grupo.

#### ABC Australia
A diferencia de otros canales de ABC, la televisión internacional se financia con publicidad y aportaciones directas del Ministerio de Asuntos Exteriores. La programación está dirigida a la región de Asia-Pacífico y se compone de espacios ya emitidos en ABC: noticias, documentales, entretenimiento y deportes. La actual ABC Australia comenzó sus emisiones en septiembre de 2014; anteriormente se llamó Australia Television International (1993-2002), ABC Asia Pacific (2002-2006), Australia Network (2006-2014) y Australia Plus (2014-2018).

## Imagen corporativa

La curva de Lissajous con trazo grueso, introducida en 1975, es el logotipo tradicional de ABC.

El logotipo de ABC es una curva de Lissajous, cuyo origen se remonta a los inicios de la televisión en Australia. La televisión pública emitía movimientos armónicos como interludio entre programas, pero no contaba con un logotipo propio. Después de organizar un concurso en 1965, el diseñador gráfico Bill Kennard presentó una representación de la curva de Lissajous en un osciloscopio, con las siglas «ABC» en la parte inferior.
La forma actual del logotipo data de 1975: coincidiendo con la televisión en color, ABC dio a la curva un trazo más grueso. En 2001, esta vez con motivo del estreno de la televisión digital terrestre, el logo pasó a ser una curva plateada en tres dimensiones. No obstante, en 2014 se recuperó una forma bidimensional.